# Mercurius (Zeitung)
Der Wochentlich zweymal neu-ankommende[r] Mercurius, erschienen von 1730 bis 1739 in Buda (dt. Ofen) im Königreich Ungarn in der Habsburgermonarchie, war die erste deutschsprachige Zeitung Ungarns. Sie war auch bekannt unter dem Titel Ofenischer Mercurius. Herausgeber war Johann Georg Nottenstein, der die 1724 von Johann Sebastian Landerer gegründete Druckerei übernommen hatte. Nottenstein oblag wahrscheinlich auch die Schriftleitung. Formal als auch inhaltlich ähnelte der Mercurius dem offiziellen, seit 1702 erscheinenden Wiener Diarium, aus dem die Redaktion einen Großteil ihrer Texte übernahm. Aufgrund der Zensur thematisierte die Zeitung keine bürgerlich-aufklärerischen Werte und Ideen und verzichtete zumeist sogar auf Lokalnachrichten. Erst im letzten Erscheinungsjahr finden sich vereinzelte literarische Beiträge, jedoch gelang es nicht mehr eine größere Leserschaft in der deutschsprachigen Stadtbevölkerung zu gewinnen. Letztlich scheiterte der Mercurius an der Konkurrenz der Wiener Blätter.